# Eleições parlamentares na Ucrânia em 2019
As eleições para o parlamento ucraniano foram realizadas em 21 de julho de 2019. Originalmente programadas para serem realizadas no final de outubro. O resultado da eleição foi um partido conseguir maioria, uma novidade na Ucrânia, para o partido Servo do Povo do presidente Zelensky, com 254 cadeiras.
Cerca de 80% dos candidatos eleitos eram novos no parlamento.Todos os deputados do Servo do Povo eram recém-chegados políticos. 61% dos novos parlamentares nunca antes haviam se envolvido na política.
De 225 círculos eleitorais, 26 foram suspensos devido à anexação da Crimeia pela Rússia em março de 2014 e à ocupação contínua de partes do oblast de Donetsk e do oblast de Luhansk por forças separatistas da autodeclarada República Popular de Donetsk e da República Popular de Luhansk.

## Contexto
Originalmente programadas para serem realizadas no final de outubro de 2019, as eleições parlamentares ucranianas de 2019 foram antecipadas depois que o recém-empossado presidente Volodymyr Zelensky dissolveu o parlamento no início de 21 de maio de 2019. Depois que Zelensky promulgou o decreto (convocando eleições antecipadas), uma ação foi movida para o Tribunal Constitucional da Ucrânia, que pretendia declarar o decreto inconstitucional. O tribunal declarou o decreto legal em 20 de junho de 2019. A razão oficial pela qual Zelensky dissolveu o parlamento foi "a falta de uma coalizão governamental ".
Após as eleições parlamentares de 2014, o partido Petro Poroshenko Bloc (PPB) tornou-se o maior partido, após garantir 132 assentos. Em 21 de novembro de 2014, o Petro Poroshenko Bloc, a Frente Popular, a Autossuficiência, a Pátria e o Partido Radical assinaram um acordo de coalizão. Arseniy Yatsenyuk se tornou o primeiro-ministro em 2 de dezembro de 2014. O Partido Radical deixou a coalizão em 1 de setembro de 2015 em protesto contra uma votação no parlamento envolvendo uma mudança na Constituição ucraniana que levaria à descentralização e maiores poderes para áreas mantidas por separatistas. Em 17 e 18 de fevereiro de 2016, os partidos Pátria e Autossuficiência deixaram a coalizão; o que significa que a coalizão se tornou 5 deputados a menos dos 226 necessários. Em 14 de abril de 2016, Volodymyr Groysman se tornou o novo primeiro-ministro e o governo Groysman começou com um novo gabinete de ministros.

## Sistema eleitoral
De acordo com a lei atual, 225 membros da Verkhovna Rada são eleitos por representação proporcional de lista partidária fechada em todo o país, com limite eleitoral de 5% e os outros 225 assentos eleitos em círculos eleitorais com sistema eleitoral de primeira ordem em um turno (candidato com o total de votos mais alto vence). 21 partidos participam da eleição na lista partidária de âmbito nacional. Para as eleições foi estabelecido um financiamento estatal para todos os partidos políticos que receberam 2% de apoio, mas a 2 de outubro de 2019 essa lei foi cancelada
Desde 2014, vários políticos têm proposto a reforma do sistema eleitoral para uma representação proporcional de lista partidária de 100% com listas abertas. O presidente Zelensky é o principal proponente. A proposta é contestada por Yulia Tymoshenko. A votação da proposta (de autoria do presidente) deveria ocorrer em 22 de maio de 2019, mas os parlamentares votaram contra sua inclusão na ordem do dia.

## Pesquisas de opinião

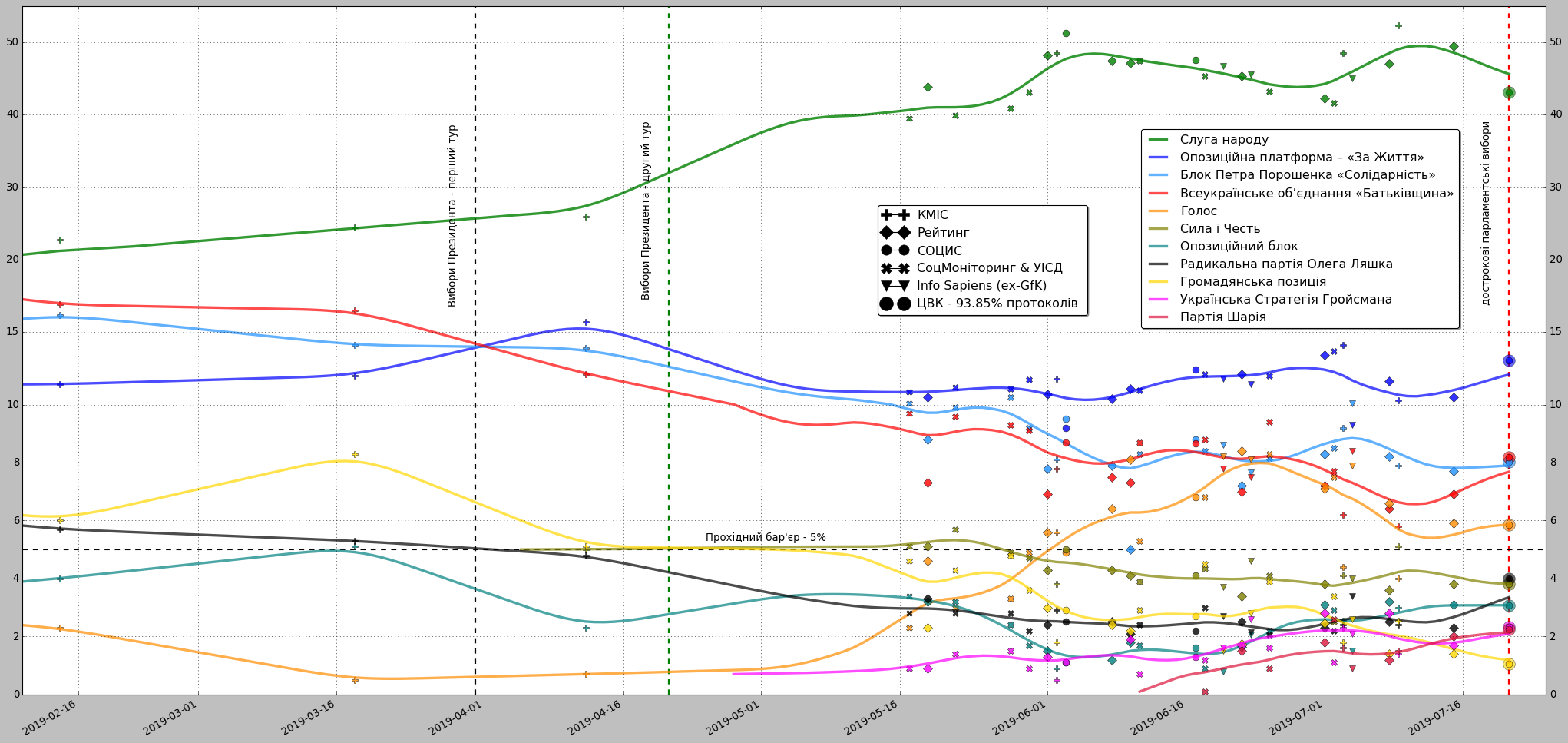
Pesquisas de opinião antes das eleições parlamentares ucranianas

Comparecimento em distritos eleitorais

Participação nas regiões

Resultados da votação em lista de partidos por distritos eleitorais

Resultados de constituintes de mandato único

| |                                 |                               |                               |                               |                               |                               |                               |                      |       |      |
| Partido                                                                                             | Partido                         | Proporção                     | Proporção                     | Proporção                     | Proporção                     | Proporção individual          | Proporção individual          | Proporção individual | Total | +/–  |
| Partido                                                                                             | Partido                         | Votos                         | %                             | ±pp                           | Assentos                      | Votos                         | %                             | Assentos             | Total | +/–  |
| | Servo do Povo                   | 6,307,793                     | 43.16                         | Novo                          | 124                           |                               |                               | 130                  | 254   | Novo |
| | Plataforma de Oposição          | 1,908,111                     | 13.05                         | Novo                          | 37                            |                               |                               | 6                    | 43    | Novo |
| | Pátria                          | 1,196,303                     | 8.18                          | 2.50                          | 24                            |                               |                               | 2                    | 26    | 7    |
| | Solidariedade Europeia          | 1,184,620                     | 8.10                          | 13.72                         | 23                            |                               |                               | 2                    | 25    | 107  |
| | Voz                             | 851,772                       | 5.82                          | Novo                          | 17                            |                               |                               | 3                    | 20    | Novo |
| | Partido Radical de Oleh Lyashko | 586,384                       | 4.01                          | 3.43                          | 0                             |                               |                               | 0                    | 0     | 22   |
| | Força e honra                   | 558,652                       | 3.82                          | 3.74                          | 0                             |                               |                               | 0                    | 0     | 0    |
| | Bloco de Oposição               | 443,195                       | 3.03                          | Novo                          | 0                             |                               |                               | 6                    | 6     | Novo |
| | Ukrainian Strategy of Groysman  | 352,934                       | 2.41                          | Novo                          | 0                             |                               |                               | 0                    | 0     | Novo |
| | Party of Shariy                 | 327,152                       | 2.23                          | Novo                          | 0                             |                               |                               | 0                    | 0     | Novo |
| | Svoboda                         | 315,568                       | 2.15                          | 2.56                          | 0                             |                               |                               | 1                    | 1     | 6    |
| | Posição Civil                   | 153,225                       | 1.04                          | 2.06                          | 0                             |                               |                               | 0                    | 0     | 0    |
| | Partido dos Verdes da Ucrânia   | 96,659                        | 0.66                          | 0.41                          | 0                             |                               |                               | 0                    | 0     | 0    |
| | Autossuficiência                | 91,596                        | 0.62                          | 10.35                         | 0                             |                               |                               | 1                    | 1     | 32   |
| | Partido Agrario                 | 75,509                        | 0.51                          | —                             | 0                             |                               |                               | 0                    | 0     | —    |
| | Movimento das Novas Forças      | 67,740                        | 0.46                          | novo                          | 0                             |                               |                               | 0                    | 0     | Novo |
| | Força da Pessoas                | 27,984                        | 0.19                          | 0.08                          | 0                             |                               |                               | 0                    | 0     | 0    |
| | Poder da Lei                    | 20,340                        | 0.14                          | Novo                          | 0                             |                               |                               | 0                    | 0     | Novo |
| | Patriota                        | 16,123                        | 0.11                          | Novo                          | 0                             |                               |                               | 0                    | 0     | Novo |
| | Justiça Social                  | 15,967                        | 0.11                          | Novo                          | 0                             |                               |                               | 0                    | 0     | Novo |
| | Independência                   | 7,970                         | 0.05                          | Novo                          | 0                             |                               |                               | 0                    | 0     | Novo |
| | Tocha                           | 7,739                         | 0.05                          | Novo                          | 0                             |                               |                               | 0                    | 0     | Novo |
| | União Central                   |                               |                               |                               | 0                             |                               |                               | 1                    | 1     |      |
| | Bila Tserkva Juntas             |                               |                               |                               | 0                             |                               |                               | 1                    | 1     |      |
| | Independentes                   |                               |                               |                               | 0                             |                               |                               | 46                   | 46    | 22   |
| Total de votos validos                                                                              | Total de votos validos          |                               | 100                           |                               | 225                           |                               | 100                           | 199                  | 424   | 1    |
| Cédulas invalidas                                                                                   |                                 |                               |                               |                               |                               |                               |                               |                      |       |      |
| | Vacantes (locais sem votação)   | Vacantes (locais sem votação) | Vacantes (locais sem votação) | Vacantes (locais sem votação) | Vacantes (locais sem votação) | Vacantes (locais sem votação) | Vacantes (locais sem votação) | 26                   | 26    | 1    |
| Total                                                                                               | Total                           | Total                         |                               |                               | 225                           |                               |                               | 225                  | 450   |      |
| Votos registrados/turnout                                                                           | Votos registrados/turnout       | 35,550,428                    |                               |                               |                               |                               |                               |                      |       |      |
| Source: CEC (Proportional votes, Single-member constituencies) Ukrainian Pravda (Seats and regions) |                                 |                               |                               |                               |                               |                               |                               |                      |       |      |

### Apoio eleitoral aos partidos

Servo do Povo
Plataforma de oposição - para a vida toda
Pátria
Solidariedade europeia
Voz